# بخشنامه اتحادیه بین‌المللی اخترشناسی

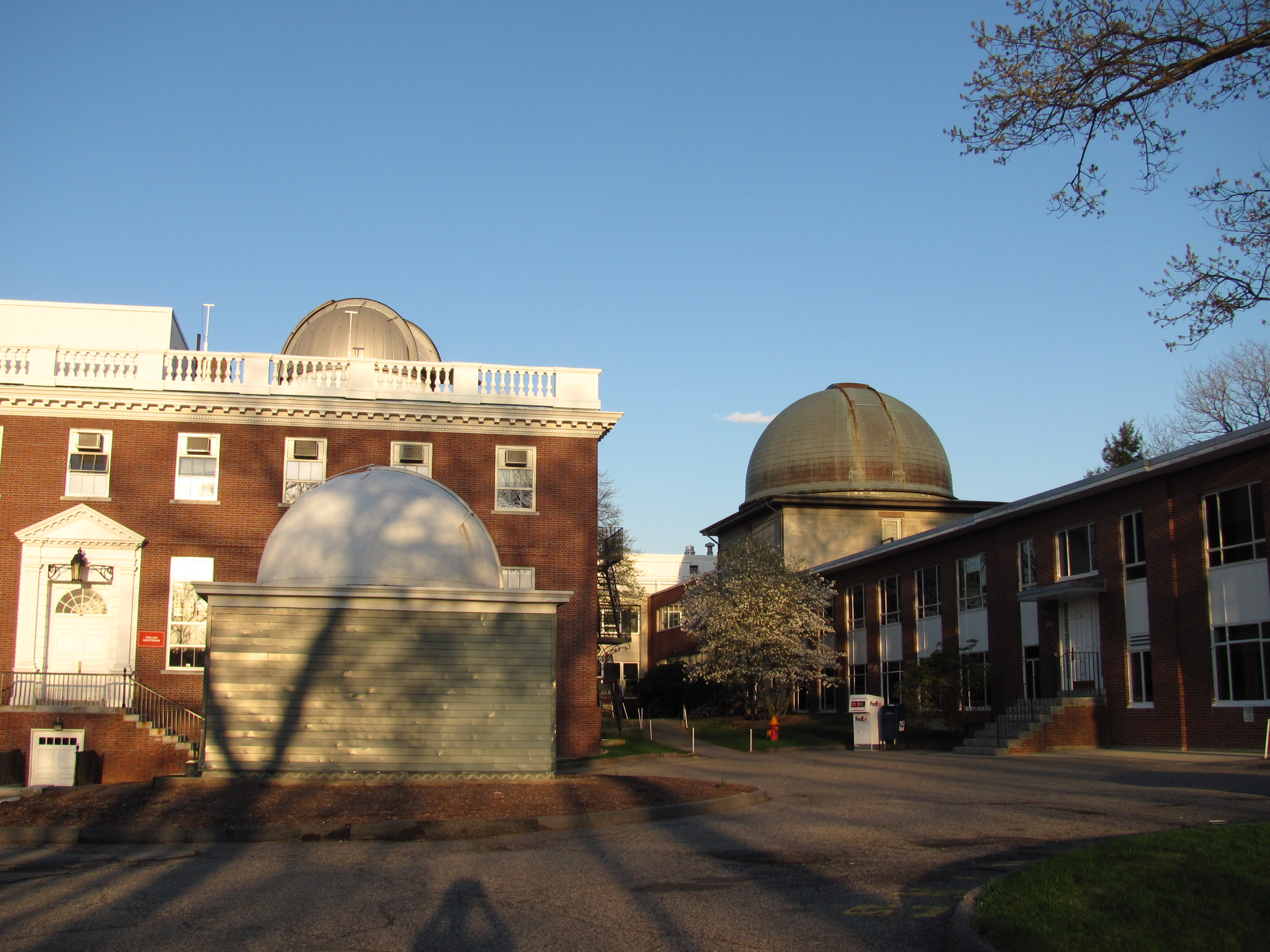
در پایان سال ۱۹۶۴ (میلادی) دفتر مرکزی تلگرام‌های ستاره‌شناسی از کپنهاگ، به رصدخانهٔ اخترفیزیک اسمیتسونین در رصدخانهٔ کالج هاروارد در کمبریج، ماساچوست جابه‌جا شد. (به عکس‌بالا)

بخشنامه اتحادیه بین‌المللی اخترشناسی اطلاعیه‌ای دربارهٔ پدیده‌های اخترشناسی هستند. این اطلاعیه‌ها را دفتر مرکزی تلگرام‌های ستاره‌شناسی وابسته به اتحادیه بین‌المللی اخترشناسی پخش می‌کند. فاصله زمانی بی‌سامان بین بخشنامه‌ها به خاطر کشف ماه‌های سیاره‌ها، نواخترها، ابرنواخترها، و دنباله‌دارها و اطلاعات پیرو آن‌ها است.

## تاریخچه
نخستین سری بخشنامه‌های اتحادیه بین‌المللی اخترشناسی در ۱۹۲۰ (میلادی) تا ۱۹۲۲ (میلادی) و هنگامی منتشر شدند که دفتر مرکزی تلگرام‌های ستاره‌شناسی در اوکل بلژیک بود. نخستین بخشنامه اتحادیه بین‌المللی اخترشناسی که در سری کنونی، پخش شده، در ۱۹۲۲ و پس از جابجایی دفتر مرکزی تلگرام‌های ستاره‌شناسی از اوکل به رصدخانه استروالد در کپنهاگ دانمارک پخش شد.
در پایان سال ۱۹۶۴ (میلادی) دفتر مرکزی تلگرام‌های ستاره‌شناسی از کپنهاگ به رصدخانه اخترفیزیک اسمیتسونین در رصدخانه کالج هاروارد در کمبریج، ماساچوست جابجا شد. از ۱۸۸۳ (میلادی) تا ۱۹۶۴ رصدخانه کالج هاروارد دفتر مرکزی نیم‌کره خاوری بود. تا هنگامی که کارکنان رصدخانه کالج هاروارد کنترل دفتر مرکزی تلگرام‌های ستاره‌شناسی را بر عهده گرفتند. رصدخانه کالج هاروارد کارت‌های آگهی خود را پخش می‌کرد که از ۱۹۲۶ (میلادی) تا پایان ۱۹۶۴ همزمان با بخشنامه‌های اتحادیه بین‌المللی اخترشناسی بود. اما پس از جابجایی دفتر مرکزی تلگرام‌های ستاره‌شناسی به دانشگاه هاروارد، پخش کارت‌های آگهی متوقف شد.

## دسترسی
بخشنامه‌های اتحادیه بین‌المللی اخترشناسی با خدمات پستی ایالات متحده آمریکا، ایمیل، دفتر مرکزی تلگرام‌های ستاره‌شناسی/مرکز بررسی ریزسیاره‌ها پخش می‌شوند. بیشتر بخشنامه‌هایی که از ۱۸۹۵ (میلادی) تا کنون در کمبریج، کپنهاگ، و اوکل پخش شده‌اند در وبگاه بخشنامه اتحادیه بین‌المللی اخترشناسی در دسترس هستند.